# Complete Jewish Bible (CJB)
Полная Еврейская Библия (англ. Complete Jewish Bible (CJB)) — перевод Библии на английский язык Дэвида Штерна/Стерна (David Stern). Полный перевод библии Нового и Ветхого Завета (Танаха) выполненный в еврейском стиле с сохранением многих слов на иврите. Сам Давид Стерн считает Complete Jewish Bible переводом, который стоит между смысловым переводом и парафразом.  
Ветхий Завет переведён с иврита, с общедоступной версии масаретского текста «Еврейского издательского общества» 1917 года (The Holy Scriptures According to the Masoretic Text, the 1917 Jewish Publication Society translation (JPS)). Брюс Мецгер отмечает, что там, где Стерн не согласился с версией JPS, он сам перевёл с «Масоретского текста». 
Раздел Нового Завета — оригинальный перевод доктора Давида Стерна с древнегреческого (Koine), перевод сделан с критических текстов "Novum Testamentum Graece 27-го издания" Нестле-Аланда, со случайными параллелями с сирийской "Пешиттой" (Peshitta). По словам самого Стерна, он хотел издать Полную Еврейскую Библию, чтобы вернуть Слово Божье к его первоначальному еврейскому контексту и культуре, а также, что бы его можно было легко читать на современном английском языке. 
CJB состоит из 66 книг и следует порядку книг и названиям ветхозаветных книг как в еврейской Библии. Также по мимо номеров глав и стихов в главах как это общепринято, стихи также объединены в смысловые абзацы. Так же в пятикнижии Моисеевом используется название смысловых разделов (нескольких глав связанных по смыслу) как это принято в еврейском пятикнижии. В Новом Завете пророческие стихи из Ветхого Завета выделены жирным шрифтом. Так же в нём используются еврейские имена для людей, различных предметов для большего культурного и смыслового понимания, например: "Йешуа" вместо "Иисуса", "Элияху" для "Илии", и "Шауль" для "Саула", слово "маца" вместо "пресного хлеба", "менора" вместо "светильник", "стойка казни" вместо слова "крест". Так же перевод содержит еврейские и идишские выражения.

## История перевода
Перевод появился в результате написания Давидом Стерном "комментариев к Еврейскому Новому Завету". Необходимость в создании собственного перевода для Стерна стала очевидна в процессе написания им его комментариев к Новому Завету, чтобы впоследствии не тратить время, на то, что бы объяснять читателю, почему тот или иной переводчик по мнению Стерна не прав, поэтому Дэвид Стерн решил сделать свой собственный перевод Библии. Полный перевод Библии вышел в 1998 году23.

## О переводчике
Дэвид Стерн родился в Лос-Анджелесе США в 1935г. Получил докторскую степень по философии в экономике в Принстонском университете. В 1972г. он уверовал в Иисуса Христа как Мессию. После чего он получил степень богословия в Фуллеровской теологической Семинарии (Fuller Theological Seminary), также он закончил аспирантуру в Университете Иудаизма (Jewish University), был профессором в University of California, Los Angeles (UCLA).
В 1976г. он женился на Марте Франкель, вместе с женой они работали в организации "Евреи за Иисуса". В 1979г. Стерн переехал со своей семьёй жить в Израиль.
Давид Стерн относит себя к мессианским верующим.
Дэвид Стерн является офицером Мессианского Еврейского Альянса Америки (Messianic Jewish Alliance of America (MJAA)).
Занимался альпинизмом и серфингом, был соавтором книг по серфингу, владелец магазинов продуктов питания для здоровья. 
У него есть двое детей.

## Значение
Перевод Дэвида Стерна содержит много еврейских слов для понимания библии и культурного погружения. У мессианских верующих (Messianic Judaism) этот перевод, часто используется как один из переводов библии на богослужении, у некоторых мессианских общин он используется как основной перевод. Перевод Давида Стерна является одним из популярных переводов в мессианских общинах и пользуется интересом в христианских кругах.

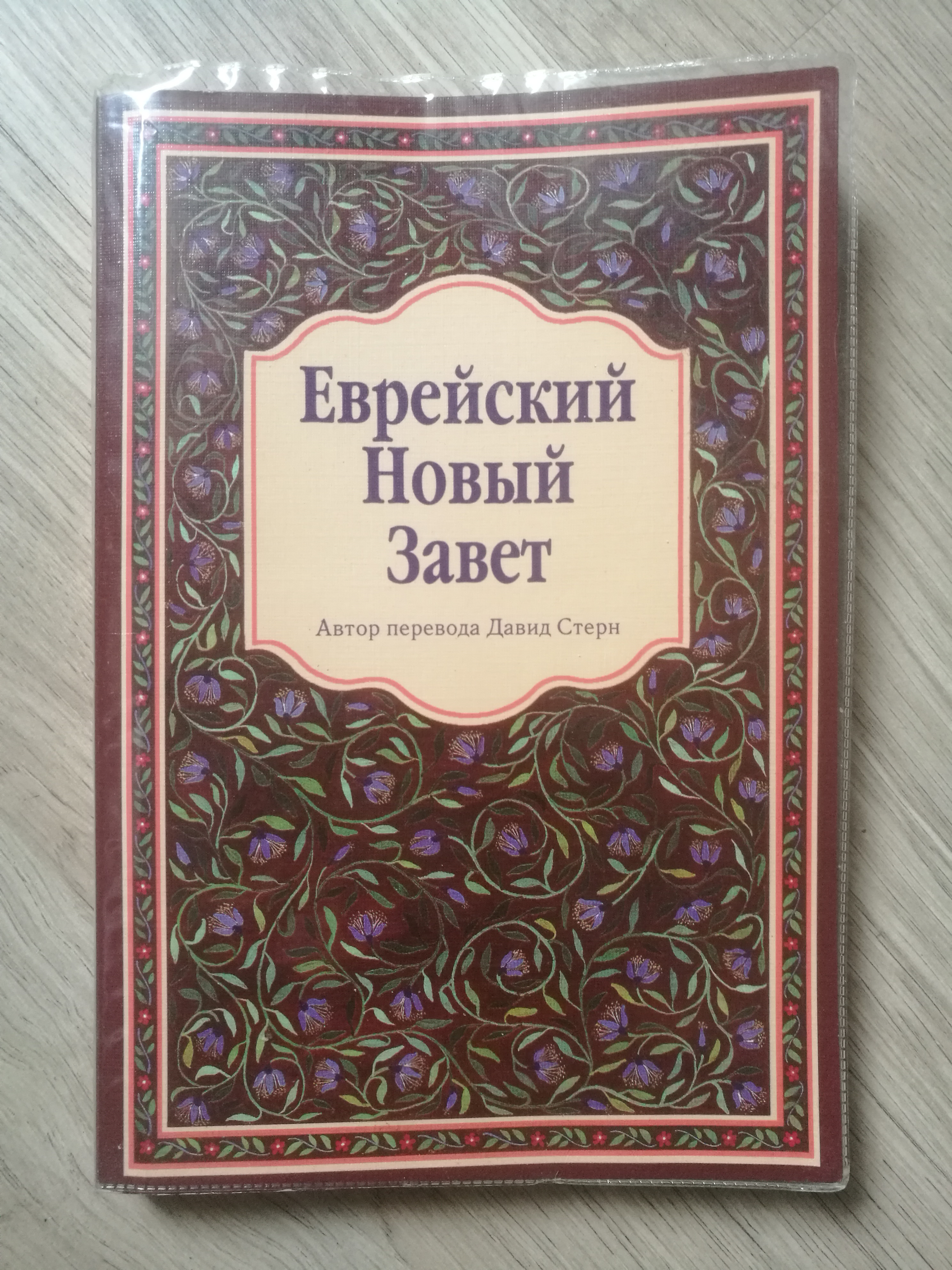
Еврейский Новый Завет на русском (перевод Давида Стерна с английского на русский язык)

Благодаря стараниям русскоязычных переводчиков, английский перевод Нового Завета в переводе Давида Стерна переведён на русский язык в 1989 году. Русский вариант перевода Нового Завета используется во многих русскоязычных мессианских общинах. Благодаря стараниям Давида Стерна многие стали больше изучать библию, в попытке глубже понять священное писание.

## Критика перевода
Критикуют перевод за то, что в переводе Давида Стерна отсутствует имя Бога (тетраграматон), он не использует имя Бога (Отца) "ЯХВЭ" в своём переводе, вместо этого он используется в своём переводе слово "Адонай"/(в пер. "мой Господь"). Также сильно критикуют его перевод, за то, что Давид Стерн использовал так называемые критические Александрийские тексты Объединённых библейских Обществ 1975г. (United Bible Societies) на древнегреческом, составленные на основе текстов (Codex Alexandrinus, Codex Sinaiticus и Codex Vaticanus) в основе своего перевода Нового Завета, а не Антиохийский вид текстов (Textus Receptus). Осуждается, что Стерн в переводе стиха Исаии 7:14 перевёл "молодая женщина" родит сына, вместо "девственница/дева" родит сына, как это место переводят в христианских переводах. Переводя "молодая женщина" Давид Стерн разрушает пророчество о чудесном рождении Мессии. Также критикуется позиция Стерна, которая видна в его переводе, что якобы существует две группы евреи и язычники, пришедшим из язычников, якобы не обязаны соблюдать большинство библейских заповедей, например касательно библейских праздников, это достаточно распространённая точка зрения в среде мессианских верующих, тогда как в Новом Завете идёт речь об одном теле в Иисусе Христе, где евреям и язычникам даны одни и те же заповеди для соблюдения.